# قرار مجلس الأمن التابع للأمم المتحدة رقم 224
قرار مجلس الأمن الدولي رقم 224،الذي اعتمد بالإجماع في 14 أكتوبر 1966،بعد دراسة طلب بوتسوانا الأنضمام لعضوية الأمم المتحدة،أوصى المجلس الجمعية العامة بقبول طلب بوتسوانا لعضوية الأمم المتحدة.